# تی‌وی۵موند
تی‌وی۵موند (به فرانسوی: [TE ام sɛk mɔd]؛ قبلاً به عنوان شناخته TV5) یک شبکه تلویزیونی فرانسوی است که پخش چندین برنامه از چندین کانال فرانسوی زبان را مدیریت می‌کند. همچنین این شبکه عضو شرکت کننده مورد تأیید اتحادیه پخش اروپا است.